# Luchthaven Kamembe Internationaal
Luchthaven Kamembe Internationaal (IATA: KME, ICAO: HRZA) is de internationale luchthaven van het Rwandese Cyangugu en Kamembe, aan het Kivumeer in het uiterste westen van Rwanda. RwandAir opereert een Dash 8-Q400 vliegtuig met zeven vluchten per week van en naar Kigali. Daarnaast ontvangt de luchthaven chartervluchten uit Tanzania, Oeganda en de Democratische Republiek Congo, maar niet op een regelmatig schema.
Tijdens de Rwandese burgeroorlog werd de luchthaven van Kamembe voorgesteld als een locatie voor het doorvoeren van Franse wapens naar de interim-regering na april 1994.
De luchthaven terminal werd zwaar beschadigd door een aardbeving in 2008, daarom werd begin 2010 door de regering van Rwanda aangekondigd dat de luchthaven Kamembe zou worden gemoderniseerd. Tegen het einde van 2012 werd een nieuwe terminal voltooid, werd een nieuwe verkeerstoren geopend en had Techno Sky, een dochteronderneming van het Italiaanse bedrijf ENAV, nieuwe navigatiesystemen geïnstalleerd.
Tijdens een bezoek in mei 2013 kondigde minister van Infrastructuur Albert Nsengiyumva aan dat de landingsbaan in 2014-2015 zou worden verbreed en verlengd van 1,5 kilometer naar 2,2 kilometer. De luchthaven heropende in juni 2015 en RwandAir begon lijnvluchten vanaf de luchthaven.

## Locatie
De luchthaven ligt op het grondgebied van Kamembe tussen de centra van Cyangugu en Kamembe in, ten noorden van Cyangugu. De luchthaven is naast de bediening van deze plaatsen ook de toegangspoort tot het nationaal park Nyungwe Forest of het Congolese nationaal park Kahuzi-Biéga. De luchthaven ligt ook 14 km ten noordoosten van de veel grotere grensstad Bukavu van de Democratische Republiek Congo met meer dan 800.000 inwoners waar geen nog functionele luchthaven gelegen is.

## Luchtvaartmaatschappijen en bestemmingen
| Luchtvaartmaatschappij | Bestemming |
| ---------------------- | ---------- |
| RwandAir               | Kigala     |

Nyamata ·
Butare ·
Cyangugu ·
Gisenyi ·
Kigali ·
Nemba ·
Ruhengeri